# Leuchtturm Kiel
Der Leuchtturm Kiel steht in der Ostsee im Bereich der Kieler Außenförde. Vier Seemeilen (also rund 7,4 km) vor der Küste sichert er mit seinem Leit- und Orientierungsfeuer die Zufahrt zum Hafen von Kiel und dem Nord-Ostsee-Kanal. Daneben dient die Betonplattform als Lotsenstation und ist bestückt mit zahlreichen Messeinrichtungen.

## Bau/Aufbau
Das Fundament des Leuchtturms Kiel besteht aus drei einzelnen Fundamentkörpern aus Stahlbeton (jeweils 30 m lang, 18 m hoch und 13 m breit), der Turm besteht aus Aluminium. Das Fundament hat eine rechtwinklige Form ähnlich einem L. Die rechtwinklige Spitze dieser Plattform weist genau nach Nordosten, da von hier der höchste Seegang zu erwarten ist. Das Fundament verfügt über vier Anlegeplätze, um sicherzustellen, dass die Lotsenboote auch bei hohem Wellengang und jeder Windrichtung einen geschützten Anlegeplatz vorfinden.
Beim Bau des Leuchtturmes wurde eine völlig neue Bauweise angewandt, die Schwimmkastengründung. Man schleppte die drei an Land hergestellten Beton-Schwimmkästen über den vorbereiteten Untergrund, versenkte sie zentimetergenau, füllte sie mit Sand und setzte den vorgefertigten Aluminiumturm (Masse rund 53 Tonnen) mit einem Schwimmkran darauf. Der Leuchtturm wird über ein 6-kV-Hochspannungsseekabel, das am Leuchtturm Bülk bei Strande endet, mit Energie versorgt. Bei Ausfall des Netzes stehen 2 × 50-kVA-Notstromaggregate im Turm bereit. Die Baukosten betrugen 9.5 Millionen DM.

## Verwendung
Der Leuchtturm Kiel dient als Leit- und Orientierungsfeuer für die Zufahrt in die Kieler Förde, den „Kiel-Flensburg-Weg“, den „Kiel-Ostsee-Weg“ und den „Kiel-Fehmarnsund-Weg“. Darüber hinaus dient er mit roten Warnsektoren als Warnfeuer für die Untiefen „Stollergrund“, „Gabelsflach“ und „Kleverberg“. Gleichzeitig dient er als Lotsenstation für den Lotsenbezirk 1 Kieler Förde. Diese umfasst die Fahrtstrecken zwischen den Schleusen in Kiel-Holtenau (Nord-Ostsee-Kanal) bzw. des Kieler Hafens und der Lotsenstation Leuchtturm Kiel. Auf dem Turm befindet sich weiterhin eine Radarantwortbake.
Der Turm mit der internationalen Ordnungsnummer C 1215 ersetzte das Kieler Feuerschiff. Das letzte dort eingesetzte Feuerschiff war die Alexander von Humboldt, die vormals den Namen Kiel trug. Die Feuerfarben des Leuchtturms sind weiß, rot und grün. Die Nenntragweite der 400-Watt-Lampe mit den Farbfiltern beträgt 14 bis 17,6 Seemeilen. Für Wartung und Unterhalt des Turms ist das Wasserstraßen- und Schifffahrtsamt Ostsee zuständig, die Funktion wird von der Verkehrszentrale Travemünde fernüberwacht.
Während des Sturmhochwassers am 20. Oktober 2023 mussten die Lotsen vom Leuchtturm evakuiert werden. Es drang Wasser in die Anlage ein und die Stromversorgung wurde unterbrochen. Das Leuchtfeuer war kurzzeitig verloschen, konnte aber durch Reparaturen vor Ort seinen Betrieb wieder aufnehmen.

### Mess-Anlagen
Auf bzw. an der Insel befindet sich eine Pegelanlage, eine Messeinrichtung des BSH, eine ODL-Sonde zur Überwachung der Umweltradioaktivität vom Bundesamt für Strahlenschutz sowie eine Wetterstation des Deutschen Wetterdienstes und des Helmholtz-Zentrum für Ozeanforschung Kiel. Die Daten, die das IFM-GEOMAR erhebt, werden an der Kiellinie beim Institut in einem Schaukasten dargestellt und stehen im Internet zur Verfügung.

## Perspektiven
Zwar wird der Turm vielfältig verwendet, dennoch ist seine Zukunft nicht völlig gesichert. Ob der Bund dauerhaft das nötige Geld für die Unterhaltung aufbringt, ist fraglich.
Im September 2024 wurde im ehemaligen Touristenbüro im Hafen von Laboe ein Lotsenhaus eingerichtet. Dieses Haus hat gegenüber dem Leuchtturm den Nachteil, dass die Anfahrtszeit zu den Versetzpunkten deutlich erhöht wird.

## Galerie

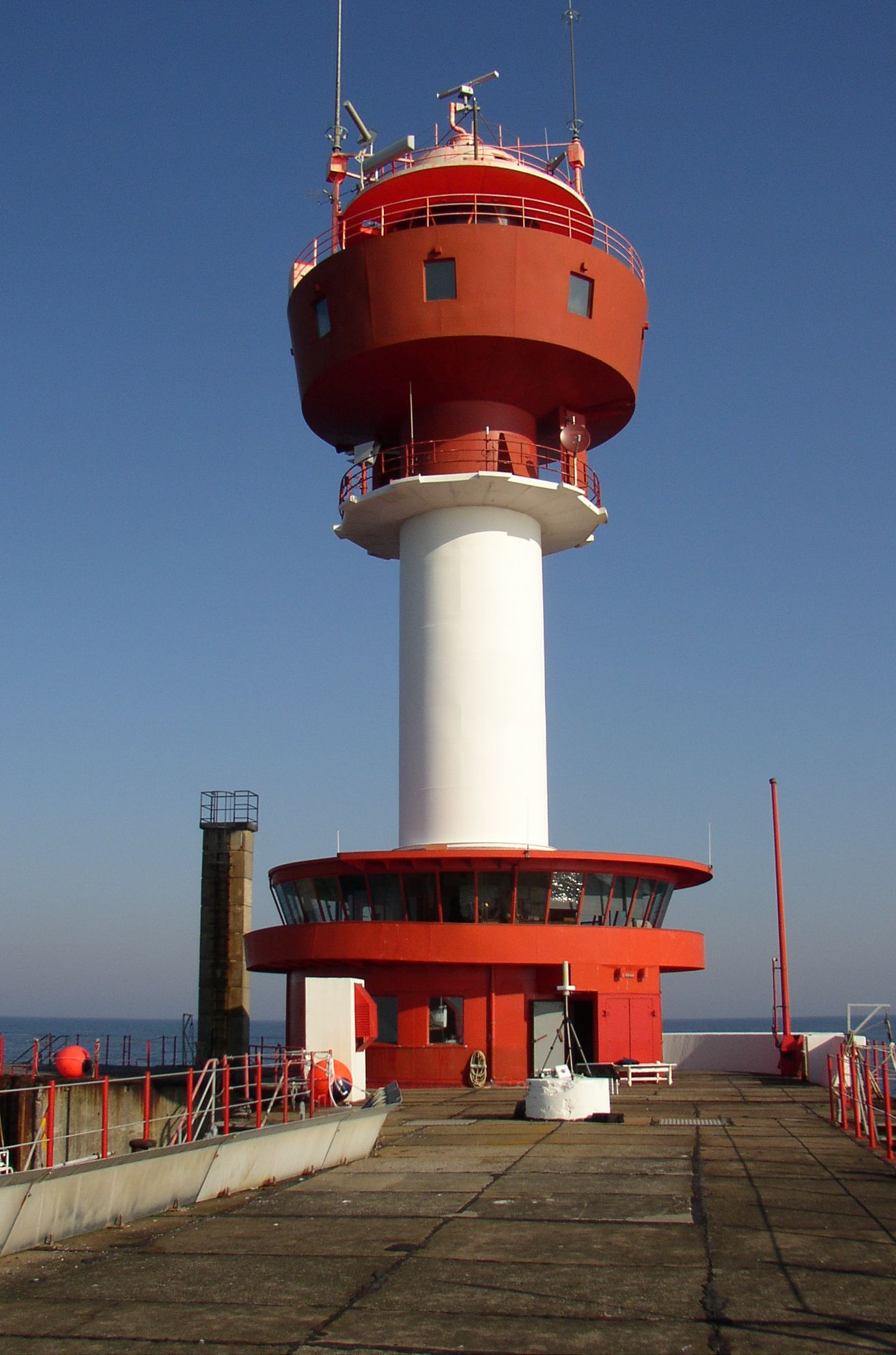
Blick von Süden
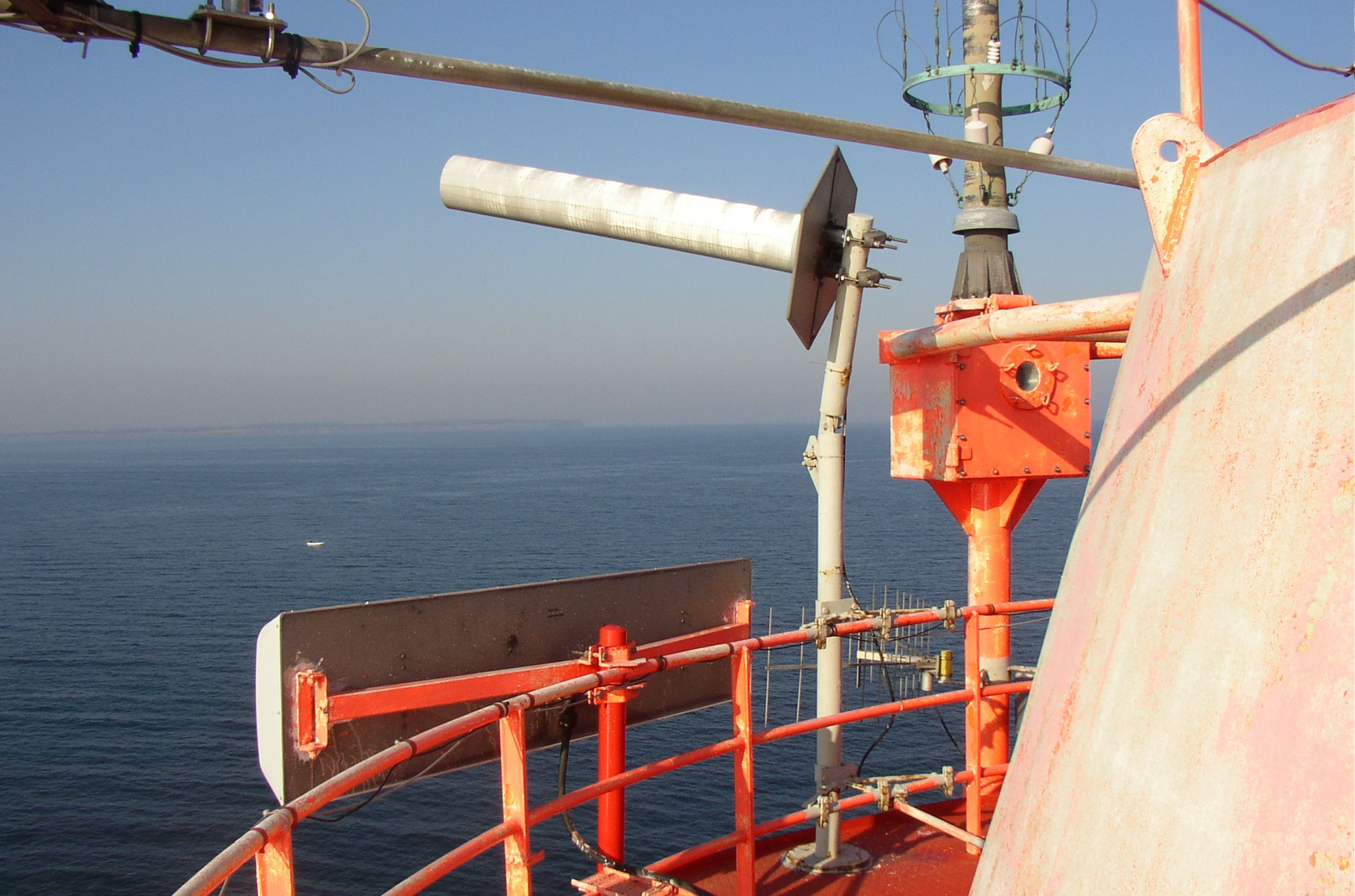
Sendeanlagen auf dem Turm
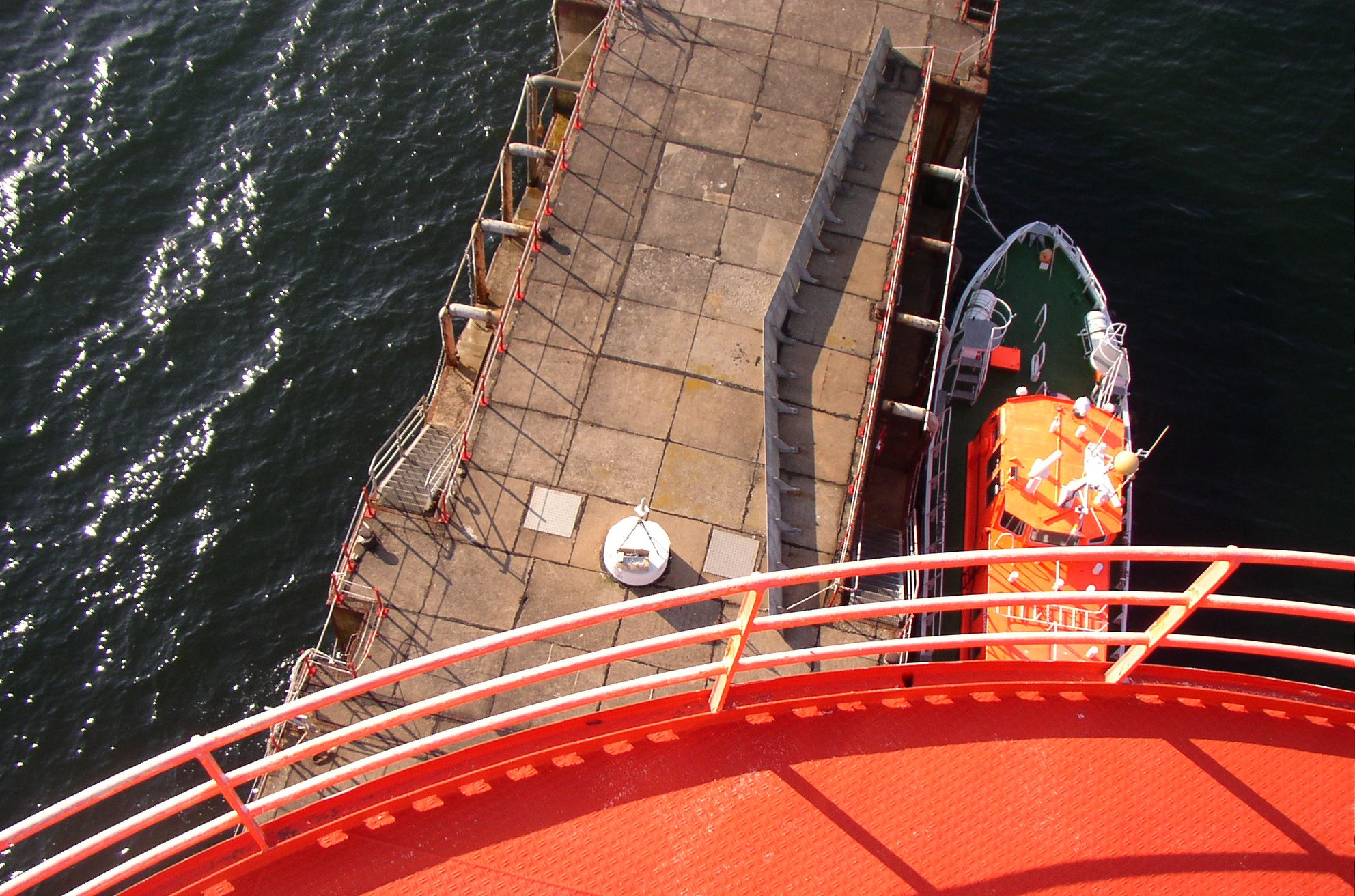
Blick vom Turm auf Anleger und Lotsenboot
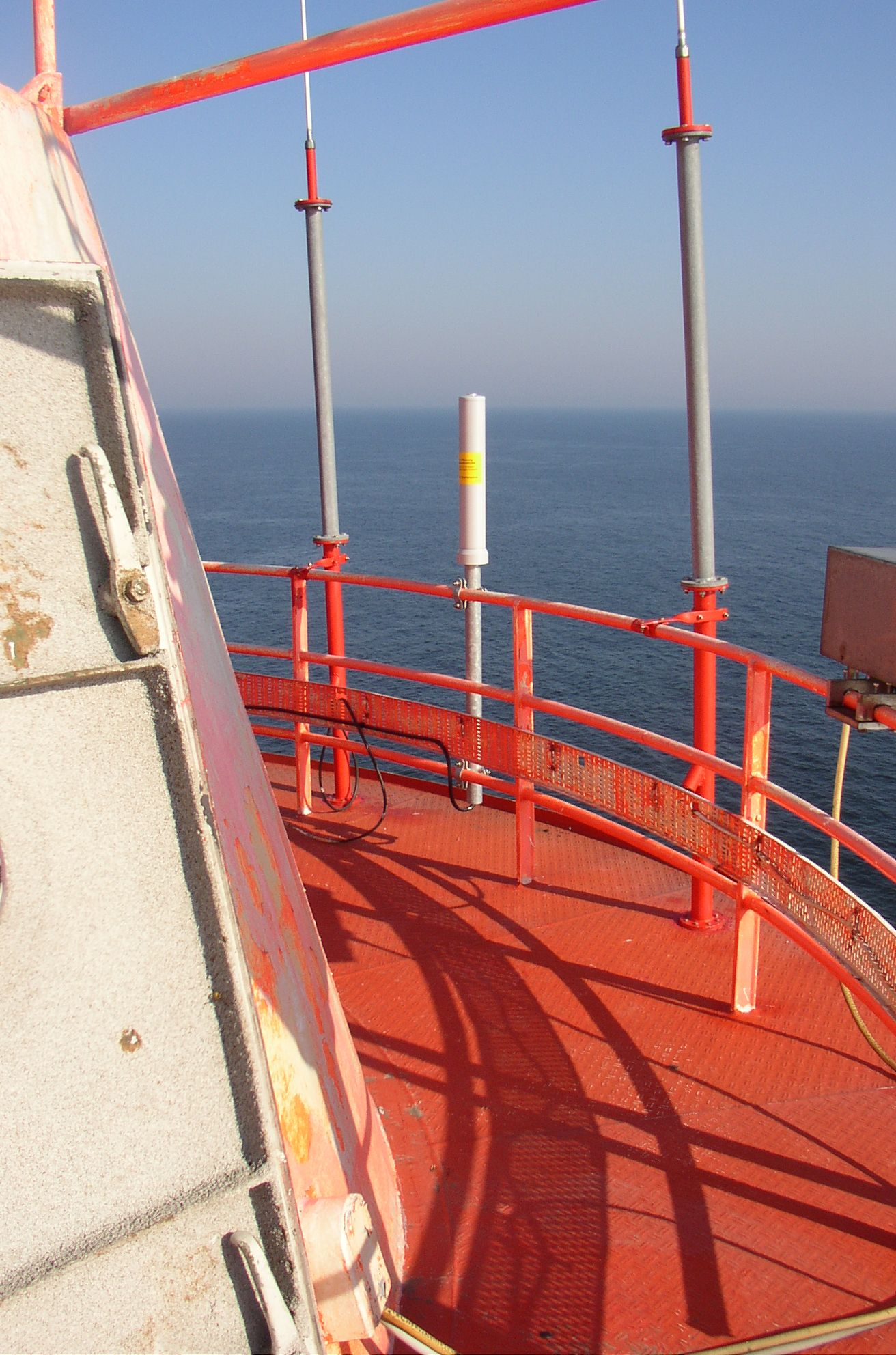
ODL-Sonde auf dem Leuchtturm
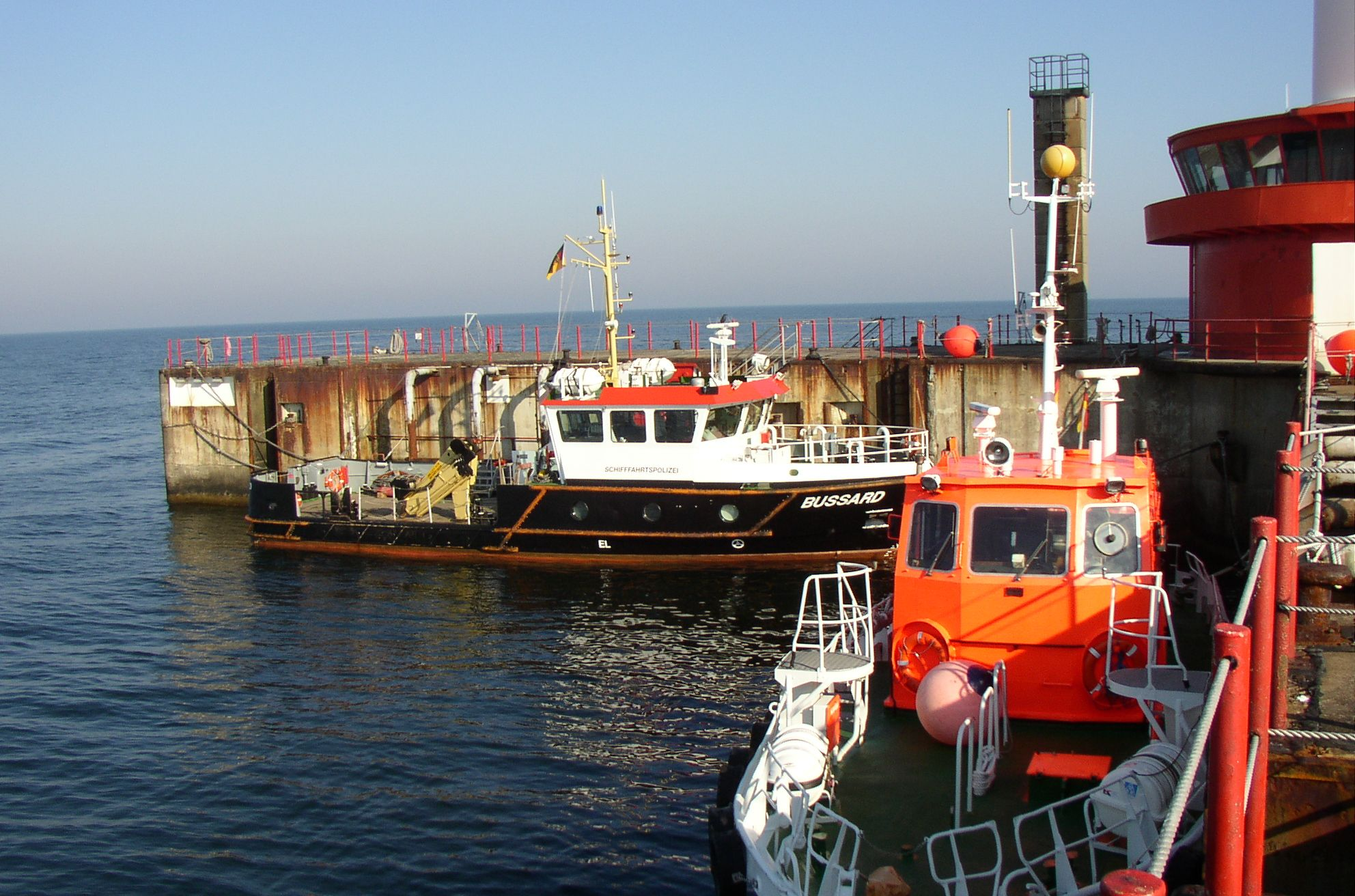
Tonnenleger Bussard vom WSA und Lotsenboot
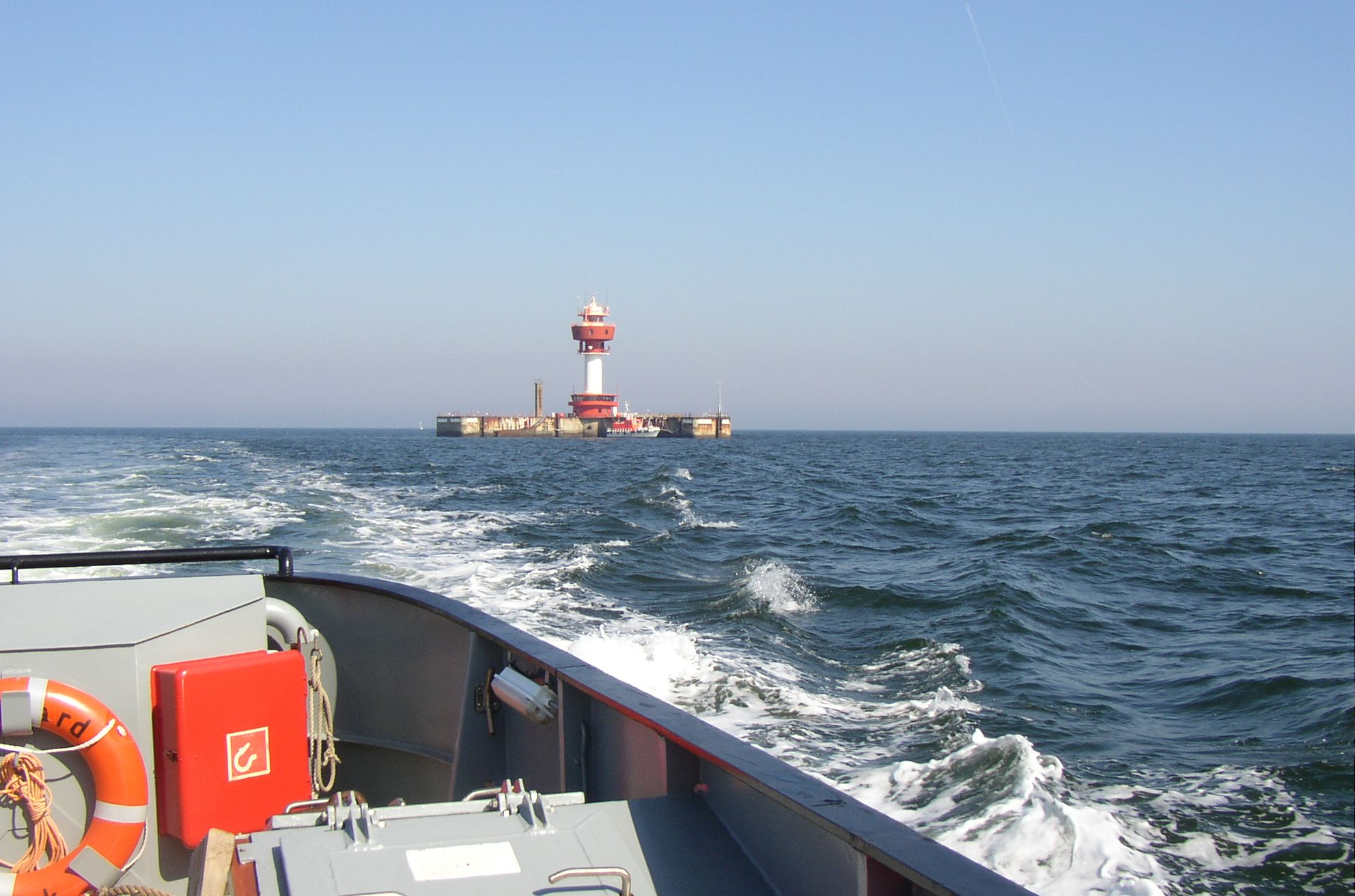
Abfahrt
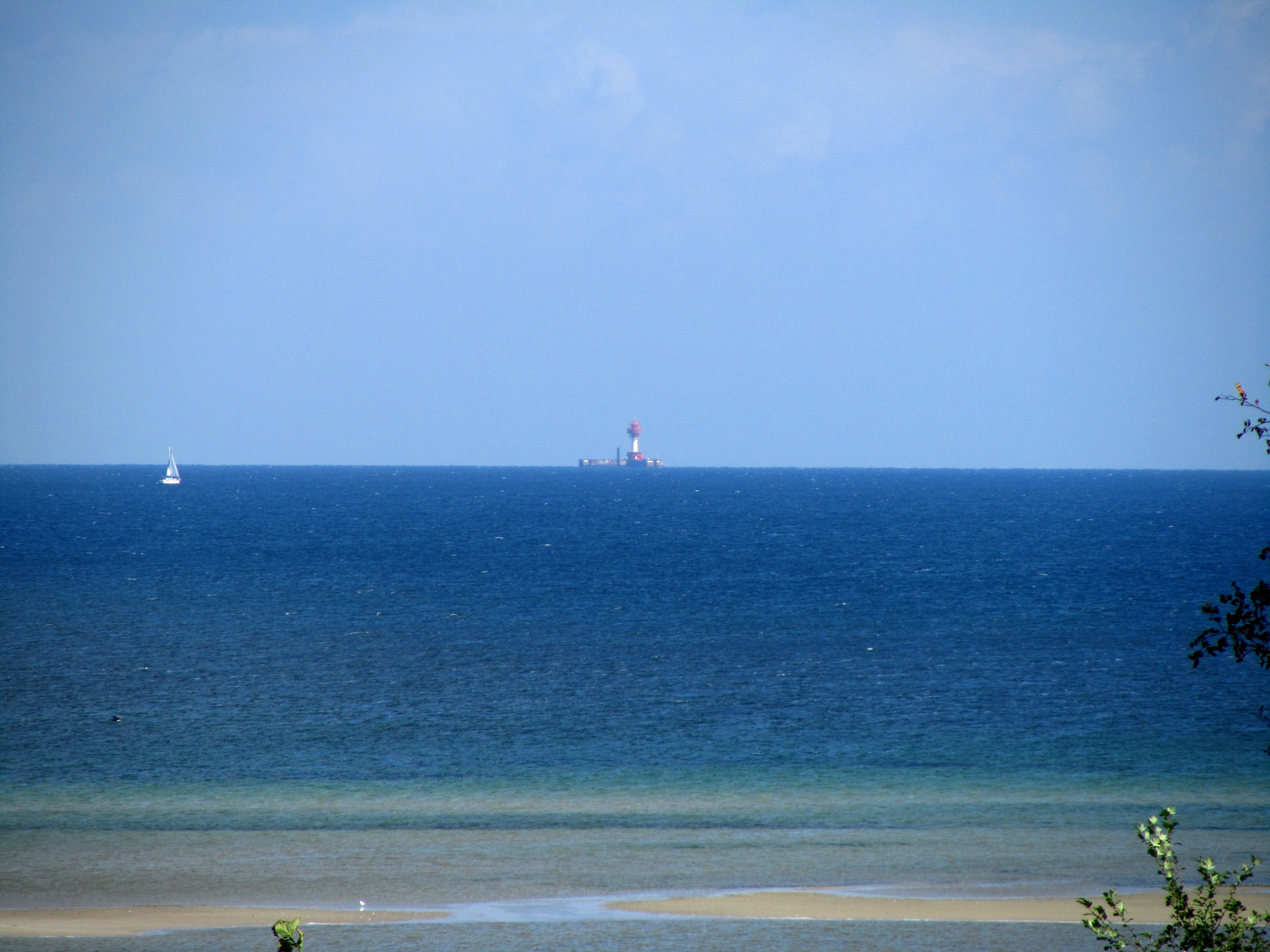
Blick von Laboe
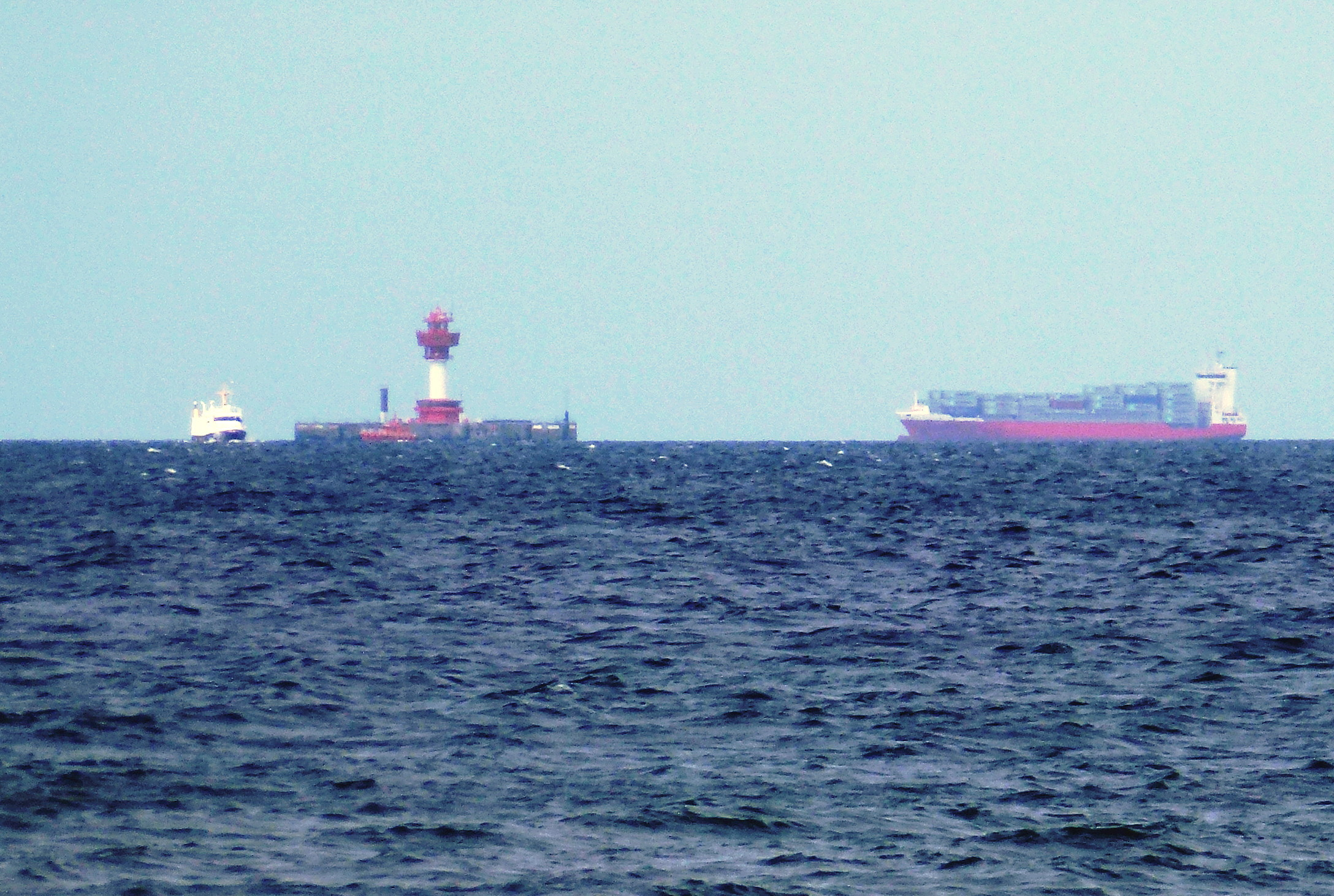
Blick vom Leuchtturm Bülk
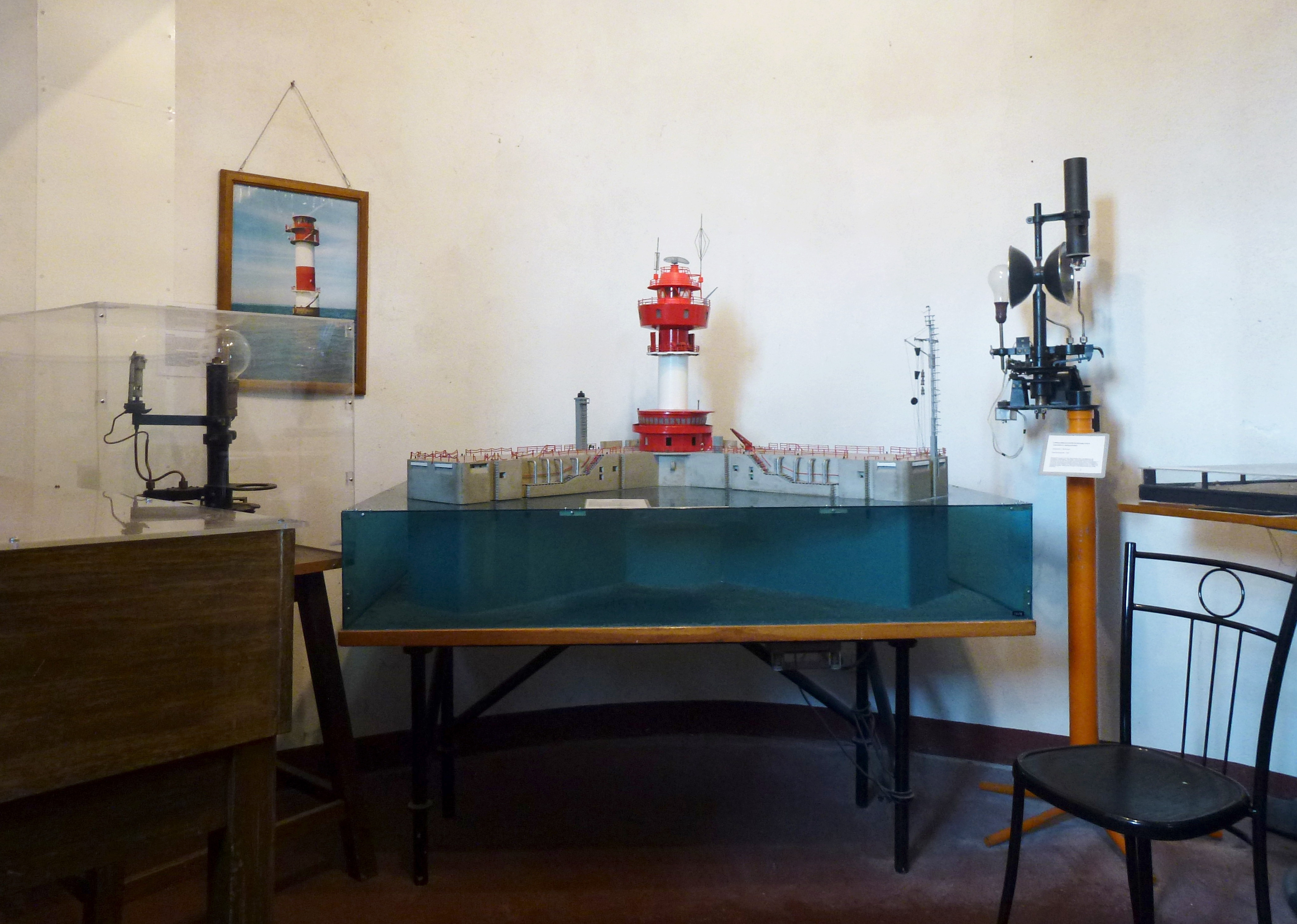
Modell vom Leuchtturm Kiel im Leuchtturm Travemünde